# Stadtjäger

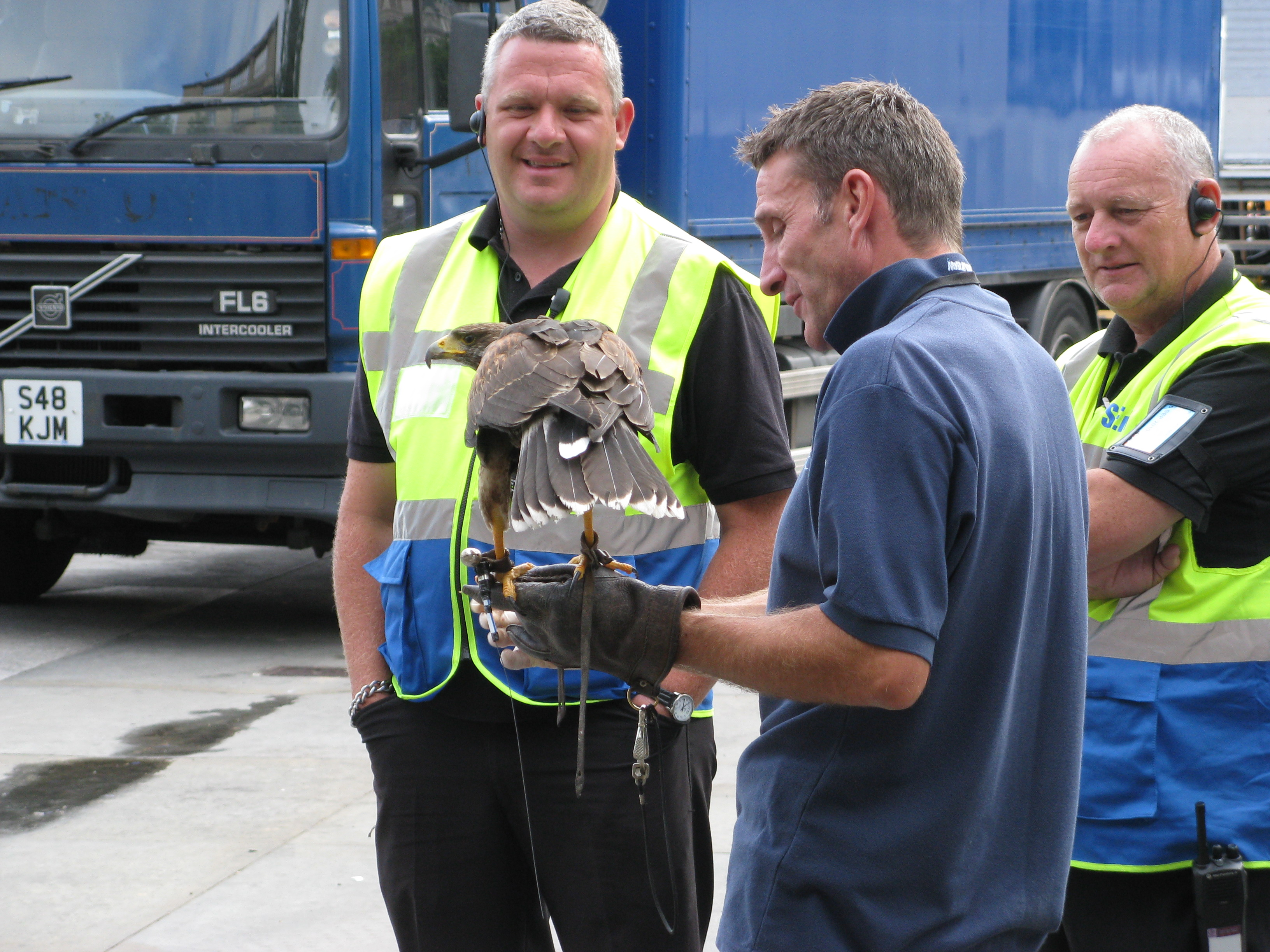
Mit der Vergrämung von Stadttauben beauftragter Falkner auf dem Trafalgar Square im Zentrum Londons

Ein Stadtjäger übernimmt im Auftrag und mit Genehmigung der zuständigen Behörden jagdliche Aufgaben auf innerhalb des Zusammenhangs einer bebauten Ortschaft liegenden und ansonsten jagdlich befriedeten Flächen.

## Deutschland

### Rechtlicher Status
Der Stadtjäger wird von der Gemeinde eingesetzt und beauftragt, das Jagdausübungsrecht wahrzunehmen. Darüber hinaus kann jeder Bürger der Gemeinde den Stadtjäger zur Wahrnehmung seiner Rechte beauftragen. Die Genehmigung der zuständigen Behörden ist üblicherweise an einen gültigen Jagdschein gebunden und beinhaltet die Erlaubnis, bestimmte Schusswaffen zu führen und einzusetzen. Die Erlaubnis ist meist auf Zeit und auf ein bestimmtes Gebiet beschränkt. Die Tätigkeit kann ehrenamtlich sowie neben- oder hauptberuflich ausgeübt werden.
Die Grundflächen, auf denen der Stadtjäger tätig ist, sind die befriedeten Bezirke, die zwar Bestandteil eines Eigenjagdbezirkes oder eines gemeinschaftlichen Jagdbezirkes sind aber auf denen per Gesetz die Jagd ruht. Zu den befriedeten Bezirken gehören insbesondere Friedhöfe, umbaute Flächen, auch Parks, Kleingartenanlagen und vergleichbare Flächen. Vor diesem Hintergrund ist die Tätigkeit des Stadtjägers im rechtlichen Sinne nicht als Jagd im eigentlichen Sinne zu bezeichnen, da auf befriedeten Flächen die Jagd ruht und somit nicht ausgeübt werden darf. Grundstücke in privatem Besitz oder unter privater Jagdpacht darf der Stadtjäger in Ausübung seines Amtes nur mit besonderer Genehmigung des Eigentümers oder Pächters betreten. Der Stadtjäger ist nicht zu Wildschadensersatz verpflichtet und unterliegt den Weisungen von Polizei und Ordnungskräften mit hoheitlichen Aufgaben. Als sachkundige Person kann er um Amtshilfe gebeten werden und handelt dabei als Fachvorgesetzter eigenverantwortlich.
Gesetzlich verankert ist das Institut der Stadtjägerinnen und Stadtjäger bisher nur in Baden-Württemberg im Rahmen des §13a Jagd- und Wildtiermanagementgesetzes (JWMG) in Verbindung mit §19 der Durchführungsverordnung zur Novelle des JWMG von 2021 und ist hier an eine Zusatzausbildung gebunden. Der geschulte Stadtjäger wird von der zuständigen unteren Jagdbehörde anerkannt. Diese Anerkennung gilt für gesamt Baden-Württemberg berechtigt aber noch nicht zur Ausübung der Jagd im befriedeten Bezirk. Diese ist erst nach Einsetzung durch eine Gemeinde in deren Zuständigkeit erlaubt. 

### Aufgaben
Zu den Aufgaben des Stadtjägers gehört der Abbau von Überpopulationen, zum Beispiel von Ringeltauben, Kaninchen, Steinmardern, Rotfüchsen, Rabenvögeln, Nilgänsen und Stockenten sowie in steigendem Umfang auch Waschbären. In Baden-Württemberg  besteht die Aufgabe vornehmlich im Lösen von Mensch-Wildtier-Konflikten und zur Abwehr von Gefahren für die öffentliche Sicherheit und Ordnung oder zur Abwehr von Gefahren durch Tierseuchen. Die Jagd darf nur dann ausgeübt werden wenn präventive Maßnahmen keine Aussicht auf Erfolg versprechen; der Abbau von Überpopulationen ist im JWMG nicht vorgesehen. Verwertbare Tiere, die nicht dem besonderen Schutz der Jagdschutz-Verordnung (JagdSchVO) unterliegen, dürfen vom Stadtjäger in Besitz genommen werden (Aneignungsrecht). Wildernde Haushunde und Hauskatzen sowie Tiere, die nicht dem Jagdrecht unterstehen und Schädlinge im Sinne des Gesetzes fallen nur unter besonderen Voraussetzungen in den Zuständigkeitsbereich des Stadtjägers. Weiter kümmert sich der Stadtjäger um das dem Tierschutz gerechte Töten von Wild, das in Wildunfälle einbezogen wurde, sowie um eventuelle Hegemaßnahmen. Zudem kann er Bürger in Fragen zum Naturschutz beraten und Hilfe geben, wenn es zu Problemen mit Wildtieren kommt.